# Robert Francissen
Robert Francissen (Nijmegen, 26 juli 1949) is een Nederlands uitgever.
Francissen is sinds 1 oktober 2002 directeur van de uitgeverij Het Spectrum waar onder andere de Winkler Prins Encyclopedie is ondergebracht. Hij is de opvolger van Ewoud van Arkel die zich om gezondheidsredenen terugtrok. Francissen is sinds 1979 werkzaam in de uitgeversbranche en was eerder directeur van de uitgeverijen Zwijsen en Leopold.